# 후크발라합 반란
후크발라합 반란(Hukbalahap Rebellion)은 후크발라합 군인들이 필리핀 정부에 대항해서 일으킨 반란이다. 이 조직은 원래 1942년 일본군의 필리핀 점령에 저항하기 위해 항일 목적으로 결성된 조직이다. 마누엘 로하스 대통령 재임시까지 계속되다가, 1954년 라몬 막사이사이 대통령에 의해 끝을 맺는다.

## 배경
일본군의 필리핀 점령기에, 후크발라합은 중앙루손 지방에서 일본군에 대항하여 강력한 저항군을 창설했다. 흔히 ‘훅 레지스탕스’(The Huk Resistance)로 알려진 이 조직은 게릴라전을 통해 일본군에 대항하면서 여러 마을에 근거지를 만들었다. 이 시기에 그 지역은 훅스 그리고 훅의 사법 제도가 통치하였다.
일본군으로부터 해방된 여파는 혼란으로 특징지어진다. 미국의 명령을 따르고 있었던 필리핀 정부는 그들을 사회주의자라고 몰아붙이고 무장해제를 하거나 체포하였다. 농민운동가들에 대한 폭행과 비행은 일상적이었다. 대부분 농민들로 구성되어 있었기 때문에, 미국 극동 육군과 필리핀 경찰들이 그들을 사냥하는 것에 대한 목숨을 걱정해야 할 처지였다. 막대한 민간인 사상자가 발생하였고, 후크발라합은 정부의 탄압에 저항을 해서 깊은 산으로 들어가 게릴라 활동을 벌이기로 결정했다. 그들은 모든 후크발라합 병력들과 지지자들이 결집하지 않으면 정부에 의한 탄압이 멈추지 않을 것임을 자각하고 반란을 일으켰다.